# Tranemo (comuna)
Tranemo (em sueco: Tranemo kommun) é uma comuna da Suécia localizada no condado da Gotalândia Ocidental. Sua capital é a cidade de Tranemo. Possui 741 quilômetros quadrados e segundo censo de 2018, havia 11 874.